# Edvin Hellgren
Edvin Erik Hellgren (né le 11 mai 1888 à Österåker et décédé le 25 février 1919 à Stockholm) est un athlète suédois spécialiste du fond. Affilié au Djurgårdens IF, il mesurait 1,64 m pour 55 kg

## Biographie

### Palmarès
| Date | Compétition           | Lieu      | Résultat | Épreuve          | Performance |
| ---- | --------------------- | --------- | -------- | ---------------- | ----------- |
| 1912 | Jeux olympiques d'été | Stockholm | —        | Cross individuel | Abandon     |